# Храмы почёта (Мюнхен)

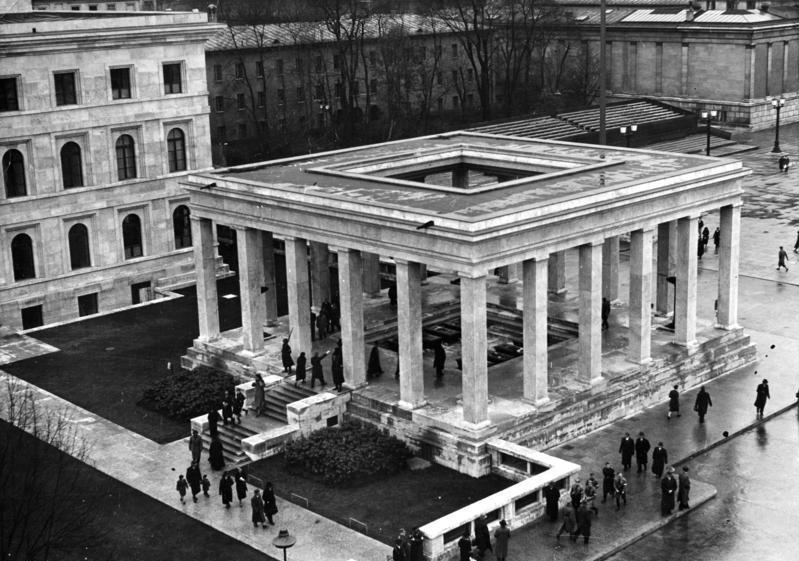
Административное здание НСДАП и южный Храм почёта на площади Кёнигсплац

Храмы почёта (нем. Ehrentempel, также известны как Храмы чести) — два мемориальных сооружения времён Третьего рейха, возведённых на площади Кёнигсплац в Мюнхене в 1935 году в память о погибших участниках Пивного путча 1923 года. Автор проекта — любимый архитектор Гитлера Пауль Людвиг Троост. Снесены в 1947 году.

## История
Погибшие в ходе Пивного путча 1923 года национал-социалисты были объявлены официальной пропагандой Третьего рейха «мучениками» (нем. Blutzeuge). Флаг («Знамя крови» — нем. Blutfahne), под которым они шли (и на который, по официальной версии, попали капли крови мучеников), использовался в дальнейшем в качестве святыни при «освящении» партийных знамён: на партийных съездах в Нюрнберге Адольф Гитлер прикладывал новые флаги к «священному» знамени, совершая, таким образом, ритуал «освящения» новых знамён.

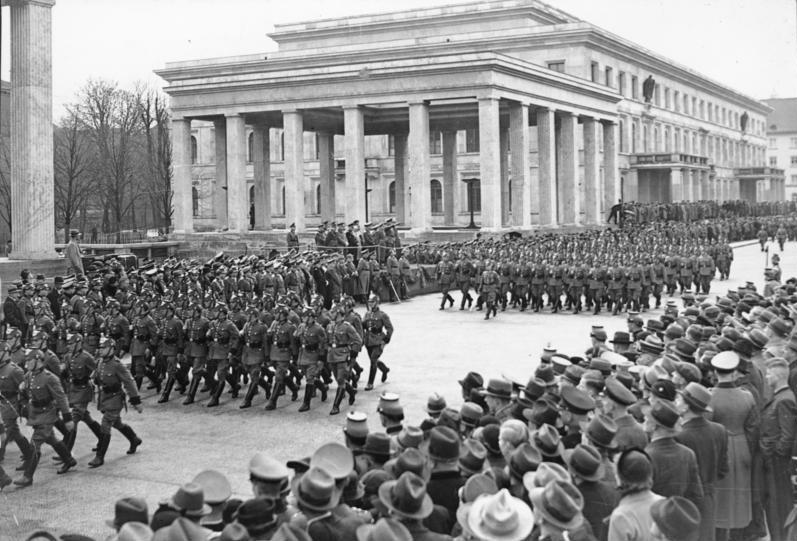
Парад на Кёнигсплац. 1938 год. На заднем плане — Храмы почёта

9 ноября 1935 года саркофаги с прахом 16 нацистов, погибших во время пивного путча 1923 года, были перенесены на мюнхенскую площадь Кёнигсплац. Здесь были построены два (северный и южный) Храма почёта. Они располагались между Административным зданием НСДАП и Фюрербау.
Храмы почёта совершенно не пострадали при бомбардировках Мюнхена авиацией антигитлеровской коалиции. После Второй мировой войны американская оккупационная администрация расположилась в Фюрербау, а Храмы почёта, из которых 5 июля 1945 были вывезены саркофаги с прахом, были взорваны 9 января 1947 года. В настоящее время сохранились цоколи бывших Храмов почёта, заросшие плющом.